# Rozpașne, Ciutove
Rozpașne (în ucraineană Розпашне) este un sat în comuna Vasîlivka din raionul Ciutove, regiunea Poltava, Ucraina.

## Demografie
Componența lingvistică a localității Rozpașne
     Ucraineană (95,18%)
     Rusă (3,4%)
Conform recensământului din 2001, majoritatea populației localității Rozpașne era vorbitoare de ucraineană (95,18%), existând în minoritate și vorbitori de rusă (3,4%) și armeană (1,42%).